# Joseph Privat de Molières
Joseph Privat de Molières, né à Tarascon le 26 mai 1676 et mort à Paris le 12 mai 1742, est un physicien et mathématicien français, membre de l'Académie des sciences et professeur au Collège royal.

## Biographie
Il fait ses études dans les collèges de la congrégation oratorienne à Aix, Marseille, Arles et Angers, où il a pour professeur le mathématicien Charles-René Reynaud. Entré dans les ordres en 1699, il enseigne ensuite dans les collèges oratoriens de Saumur, Juilly et Soissons. Vers 1704, il se rend à Paris, où il poursuit ses études de mathématiques et de physique auprès de Malebranche jusqu'en 1715.
En 1721, il est nommé adjoint mécanicien à l'Académie royale des sciences, dont il devient membre associé en 1729. Il succède à Pierre Varignon à la chaire de philosophie grecque et latine au Collège royal en 1723 et il est élu membre de la Royal Society en 1729.
Privat de Molières est l'un de ceux qui combattit le plus vigoureusement l'introduction en France des théories de Newton sur la gravitation, auxquelles il opposait la conception cartésienne des mouvements planétaires. Par la suite, dans une série de mémoires et d'articles publiés par l'Académie des sciences ainsi que dans le Journal de Trévoux, il tenta de concilier les deux systèmes en recourant aux idées de Malebranche sur les vortex ou « petits tourbillons ».

## Publications
- Leçons de mathématique nécessaires pour l'intelligence des principes de physique qui s'enseignent actuellement au Collège royal, 1725
- Leçons de physique contenant les éléments de la physique déterminés par les seules lois des mécaniques, expliquées au Collège royal de France, 4 vol., 1734-1739
- Traité synthétique des lignes du premier et du second genre, ou Éléments de géométrie dans l'ordre de leur génération. Ces lignes sont la ligne droite, le cercle, l'ellipse, la parabole & l'hyperbole, 1740
- « Dissertation posthume sur l'existence de la force centrale dans un tourbillon sphérique » in Principes du système des petits tourbillons, mis à la portée de tout le monde et appliqués aux phénomènes les plus généraux par Jean-Baptiste Le Corgne de Launay, 1743

### Histoire de l'Académie royale des sciences
- Sur la conciliation des deux règles astronomiques de Kepler dans le système des tourbillons, dans Histoire de l'Académie royale des sciences - Année 1733, Imprimerie royale, Paris, 1735, p. 92-98 (lire en ligne)
- Sur les mouvements en tourbillon, dans Histoire de l'Académie royale des sciences - Année 1728, chez Durand, Paris, 1753, p. 97-103 (lire en ligne)
- Sur les tourbillons célestes, dans Histoire de l'Académie royale des sciences - Année 1729, Imprimerie royale, 1731, p. 87-91 (lire en ligne)
- Sur la résistance de l'éther au mouvement des corps, dans Histoire de l'Académie royale des sciences - Année 1731, chez Panckoucke, Paris, 1764, p. 66-72 (lire en ligne)

### Mémoires de l'Académie royale des sciences
- Loix générales du mouvement dans le tourbillon sphérique. Lemmes, dans Mémoires de l'Académie royale des sciences - Année 1728, chez Durand, Paris, 1753, p. 245-267 (lire en ligne)
- Problème physico-mathématique dont la solution tend à servir de réponse à une des objections de M. Newton contre la possibilité de tourbillons calesses, dans Mémoires de l'Académie royale des sciences - Année 1729, Imprimerie royale, Paris, 1731, p. 235-244 (lire en ligne)
- Les loix astronomiques des vitesses des planètes dans leurs orbes expliquées méchaniquement dans le système du plein, dans Mémoires de l'Académie royale des sciences - Année 1733, Imprimerie royale, Paris, 1735, p. 301-312 (lire en ligne)